# Portos e Caminhos de Ferro de Moçambique
A Portos e Caminhos de Ferro de Moçambique (CFM) é uma empresa pública, especializada em administração logística, que gere os sistemas ferroviário e portuário moçambicanos.
É subdividida administrativamente em três redes logísticas: Norte, Centro e Sul.

## História
O sistema ferroviário foi desenvolvido, inicialmente, para servir seis portos: Maputo-Matola, Beira, Nacala, Xai-Xai, Inhambane e Quelimane.
A CFM descende da "Direcção dos Serviços dos Portos e Caminhos da Colónia de Moçambique", um órgão criado pelo diploma legislativo nº 315, de 22 de agosto de 1931. O órgão tinha o papel de unificar os serviços logísticos da colónia.
Em 25 de Agosto de 2023, a CFM apresentou uma nova subsidiária, a CFM Logistics, que irá actuar nas indústrias de petróleo e gás, aproveitando as oportunidades criadas pelas recentes descobertas desses recursos.

## Sistema portuário

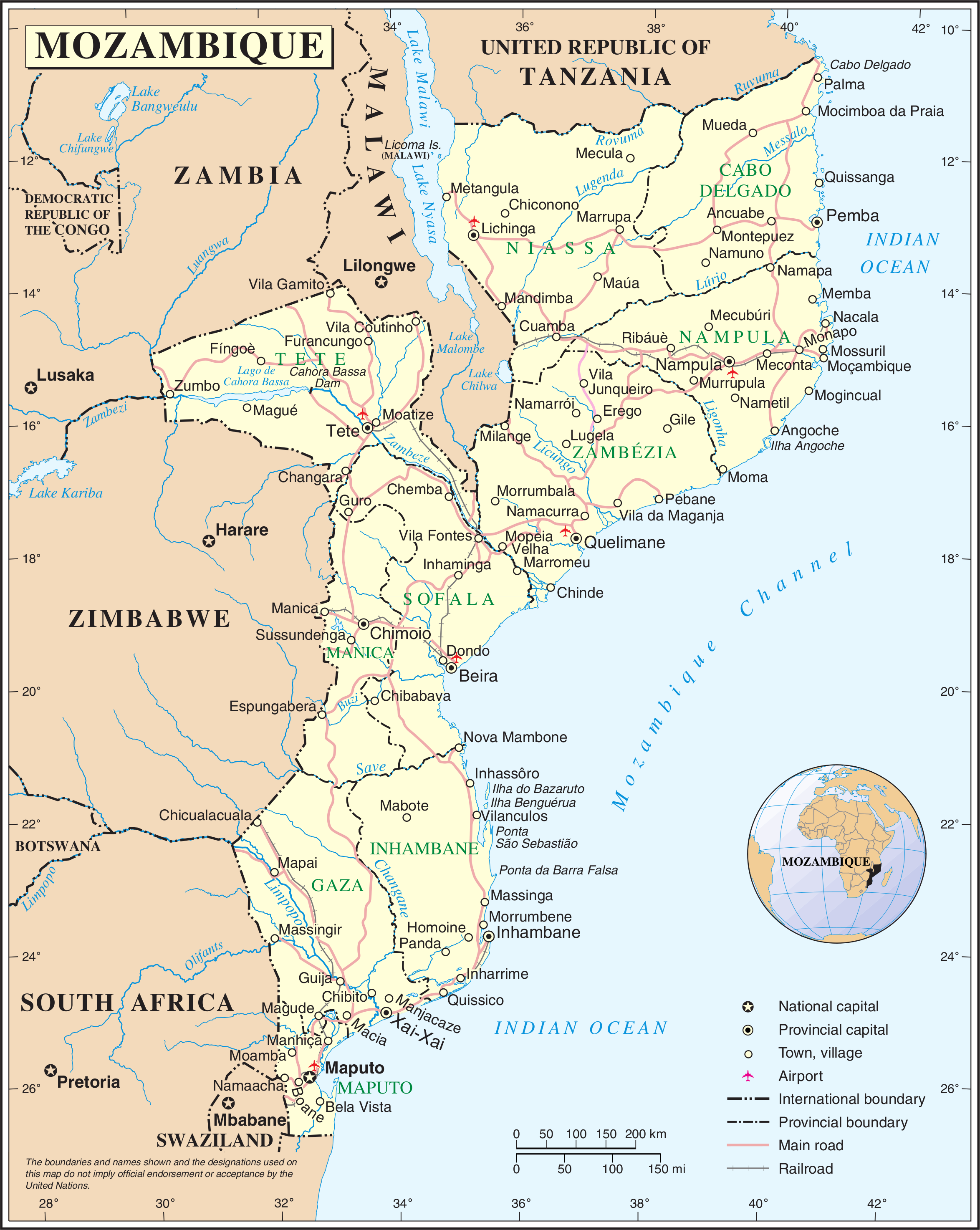
Mapa logístico de Moçambique

O sistema portuário da CFM está assentado em cinco grandes portos, sendo: Maputo-Matola, Beira, Nacala, Pemba e Quelimane.

## Sistema ferroviário

Sistema ferroviário de Moçambique

O sistema ferroviário moçambicano é formado por três redes logísticas regionais separadas, que correspondem à estrutura da empresa.

### CFM Sul
Concentra a maior parte da rede ferroviária de Moçambique, com 1073 km de ferrovias, divididas em 3 linhas e 1 ramal activos e 4 linhas não operacionais (em itálico):
| Linha                   | Extensão (km) | Estações/Apeadeiros | Observações                     |
| ----------------------- | ------------- | ------------------- | ------------------------------- |
| Linha de Ressano Garcia | 88            | 11 / 2              | Liga Moçambique à África do Sul |
| Linha de Goba           | 74            | 4 / 14              | Liga Moçambique à Essuatíni     |
| Linha do Limpopo        | 534           | 12 / 19             | Liga Moçambique ao Zimbabwe     |

| Linha                        | Extensão (km) |
| ---------------------------- | ------------- |
| Moamba - Ungubana - Xinavane | 93            |
| Xai-Xai - Chicomo            | 90            |
| Inhambane - Inharrime        | 90            |
| Manjacaze - Marão            | 50            |
| ramal de Salamanga           | 54            |

### CFM Norte
A gestão dos trechos da CFM Norte está concessionada à empresa Nacala Logistics, cujos serviços são o transporte de carvão da mina de Moatize para o porto de Nacala e o transporte de carga geral e passageiros. Por questões operacionais, a CFM subdivide o Caminho de Ferro de Nacala em três troços administrativos:
| Linha                 | Extensão (km) |
| --------------------- | ------------- |
| Nacala - Cuamba       | 533           |
| Cuamba - Entre-Lagos  | 77            |
| ramal Cuamba—Lichinga | 262           |

### CFM Centro
| Linha               | Extensão (km) | Estações/Apeadeiros | Observações                         |
| ------------------- | ------------- | ------------------- | ----------------------------------- |
| Linha de Machipanda | 314           | 14 / 29             | Liga Moçambique ao Zimbabwe         |
| Linha de Sena       | 357           | 11 /                | Liga Dondo a Vila Nova de Fronteira |

| Linha                           | Extensão(km) |
| ------------------------------- | ------------ |
| ramal de Inhamitanga - Marromeu | 88           |
| ramal Dona Ana—Moatize          | 254          |

#### CFM Zambézia
| Linha              | Comprimento (km) |
| ------------------ | ---------------- |
| Quelimane - Mocuba | 147              |